# Графов, Андрей Эдуардович
Андре́й Эдуа́рдович Гра́фов (род. 24 июля 1962, Москва) — советский и российский лингвист, гебраист, переводчик с библейского и современного иврита, а также с английского, французского, немецкого, итальянского, норвежского, португальского языков. Участник второго полного перевода Библии на русский язык (2011). Автор Словаря библейского иврита (2019).

## Биография
Родился 24 июля 1962 года в Москве в семье журналистов; отец — писатель-сатирик Эдуард Григорьевич Графов, мать — Лидия Ивановна Графова.
В 1985 году окончил филфак МГПИ (ныне — МПГУ). В 1985—87 годах работал редактором переводов текстов ВОЗ в издательстве «Медицина». С 1990-х годов публикует переводы поэзии с английского (Томас Траэрн, Дж. Г. Байрон), французского (Поль Клодель, Макс Жакоб, Жюль Сюпервьель, Жан Марсенак, Жан Тардьё, Пьер Жан Жув, Андре Френо), немецкого (Нелли Закс), итальянского (Джузеппе Унгаретти), норвежского (Ханс Бёрли), португальского (София де Мелло Брейнер), иврита (Яннай, Шмуэль ха-Нагид, Давид Фогель, Натан Альтерман, Моше Дор, Далия Равикович, Иехуда Амихай).
Участвовал в создании ветхозаветной части второго полного перевода Библии на русский язык (2011): переводчик книг Исайи, Экклезиаста, Амоса и Иоиля, редактор переводов Пятикнижия, книг Иисуса Навина, Судей, Ездры, Неемии, Эсфири, Иова, Иеремии, Даниила.
Автор Словаря библейского иврита (2019), содержащего всю лексику Танаха (8300 статей), с полным перечнем словоформ в каждой статье. В приложениях к изданию приведены словарь библейско-арамейского языка, глагольные парадигмы, исследования лексики библейского иврита.
С конца 1990-х годов вёл языковые семинары в Общедоступном Православном Университете, основанном протоиреем Александром Менем (иврит, сирийский), Библейско-богословском институте святого апостола Андрея (латынь), Свято-Филаретовском православно-христианском институте (иврит), Университете Дмитрия Пожарского Архивная копия от 11 апреля 2019 на Wayback Machine (иврит, арамейский, курс по Библии короля Иакова).
Участвовал в переводе Теологического энциклопедического словаря Уолтера Элвелла.
Был членом жюри конкурса переводов из Х. Н. Бялика в 2004 году.

## Отзывы
Публицист М. Я. Горелик, анализируя подборку Псалмов в переводе Андрея Графова, пишет о переводчике:

Он религиозной традицией не связан и ориентируется исключительно на академические стандарты. Надо полагать, перевод РБО не вполне его удовлетворил, если он решил продолжить свой проект перевода Псалмов, начатый ещё в девяностые годы. …Графов — человек, преданный библейскому тексту, живущий в нём, знающий, под каким камешком какое слово лежит.
—  .

Также Графова называют уникальным переводчиком, значимым для мировой культуры.

### Основные работы
- Переводы книг ВЗ в составе второго полного перевода Библии на русский язык (2011)[17].
- Словарь библейского иврита (2019)[18][19].

### Статьи
- Графов А. Э. У дерева есть надежда // Лехаим. — 2018. — № 7. (вступительная статья М. Горелика).

### Переводы
- Из стихов Иехуды Амихая (с иврита):
  - альманах «Диалог» (№ 3-4; 2001/2002 гг.)
  - «Дружба народов» (№ 5; 1996 г.)
  - «Иностранная литература» (№ 6; 1997 г.) Архивная копия от 18 апреля 2019 на Wayback Machine
  - «Истина и жизнь» (№ 11; 1998 г.)
  - «Комментарии» (№ 18; 2000 г.)
  - «Арион» (№ 3; 2004 г.) Архивная копия от 13 февраля 2006 на Wayback Machine
  - «Иерусалимский журнал» (№ 23; 2006 г.) Архивная копия от 28 апреля 2019 на Wayback Machine
  - «Лехаим» (№ 2; 2008 г.) Архивная копия от 9 февраля 2017 на Wayback Machine
  - «Особняк» (№ 8; 2017 г.) Архивная копия от 28 апреля 2019 на Wayback Machine
- Из стихов Ханса Бёрли (с норвежского):
  - «Дружба народов» (№ 8; 1995 г.)
  - «Иностранная литература» (№ 5; 1996 г.)
- Над бездной воспоминаний (из стихов Джузеппе Унгаретти, с итальянского) // «Дружба народов» (№ 5; 1998 г.).
- Из немецкой поэзии, в альманахе «Диалог» (Нелли Закс[20][21], Пауль Целан[22])
- Томас Траэрн. Главы из книги «Сотницы созерцаний» (с англ.) // «Страницы» (№ 4:1; 1999 г.)
- Ш.-Й. Агнон. Только во славу Господа Архивная копия от 2 сентября 2012 на Wayback Machine (рассказ; с иврита) // «Лехаим» (№ 8; 2006 г.).
- Из Агады Х. Н. Бялика и И. Х. Равницкого (с иврита) // «Страницы» (№ 2:3; 1997 г.).
- Книга Экклезиаста Архивная копия от 28 апреля 2019 на Wayback Machine (перевод и комментарии) // «Частный корреспондент» (16.11.2012).
- Из Книги Псалмов Архивная копия от 30 сентября 2018 на Wayback Machine // «Иностранная литература» (№ 3; 2012 г.).
- Вечерние волки Архивная копия от 28 апреля 2019 на Wayback Machine (переводы из Малых Пророков с комментариями) // «Иерусалимский журнал» (№ 45; 2013 г.).
  - Предисловие переводчика Архивная копия от 28 апреля 2019 на Wayback Machine
- Мы ещё воскреснем меж белыми стенами Кносса Архивная копия от 28 апреля 2019 на Wayback Machine Из стихов Софии де Мелло Брейнер Андресен (с португальского) // «Особняк» № 5, 2017 г.

### Интервью
- Перевод должен быть хуже оригинала, иначе что это за оригинал?! Архивная копия от 18 марта 2019 на Wayback Machine Интервью с Еленой Калашниковой (из книги «По-русски с любовью. Беседы с переводчиками»[23]).
- Текст — это ценность, которая живёт внутри нас Архивная копия от 4 мая 2019 на Wayback Machine Интервью с Еленой Кудрявцевой (газета «Кифа», 01.10.2013).
- Пять тысяч слов о Боге Архивная копия от 24 апреля 2019 на Wayback Machine Интервью с Еленой Кудрявцевой (газета «Кифа», 12.12.2013).
- Серебряный шнур. Кувшин у источника. Надежда живой собаки Архивная копия от 25 июня 2019 на Wayback Machine Интервью с Анной Курт («Гефтер», 11.11.2015).
- Откровенно об Откровении Архивная копия от 21 апреля 2019 на Wayback Machine Интервью с Яковом Кротовым (Радио «Свобода», 16.04.2019). Вступительное слово Михаила Липкина.
- Перевод с сакрального Интервью с Владимиром Абариновым (Радио «Свобода», 22.05.2023).